# 스토리빌 (뉴올리언스)

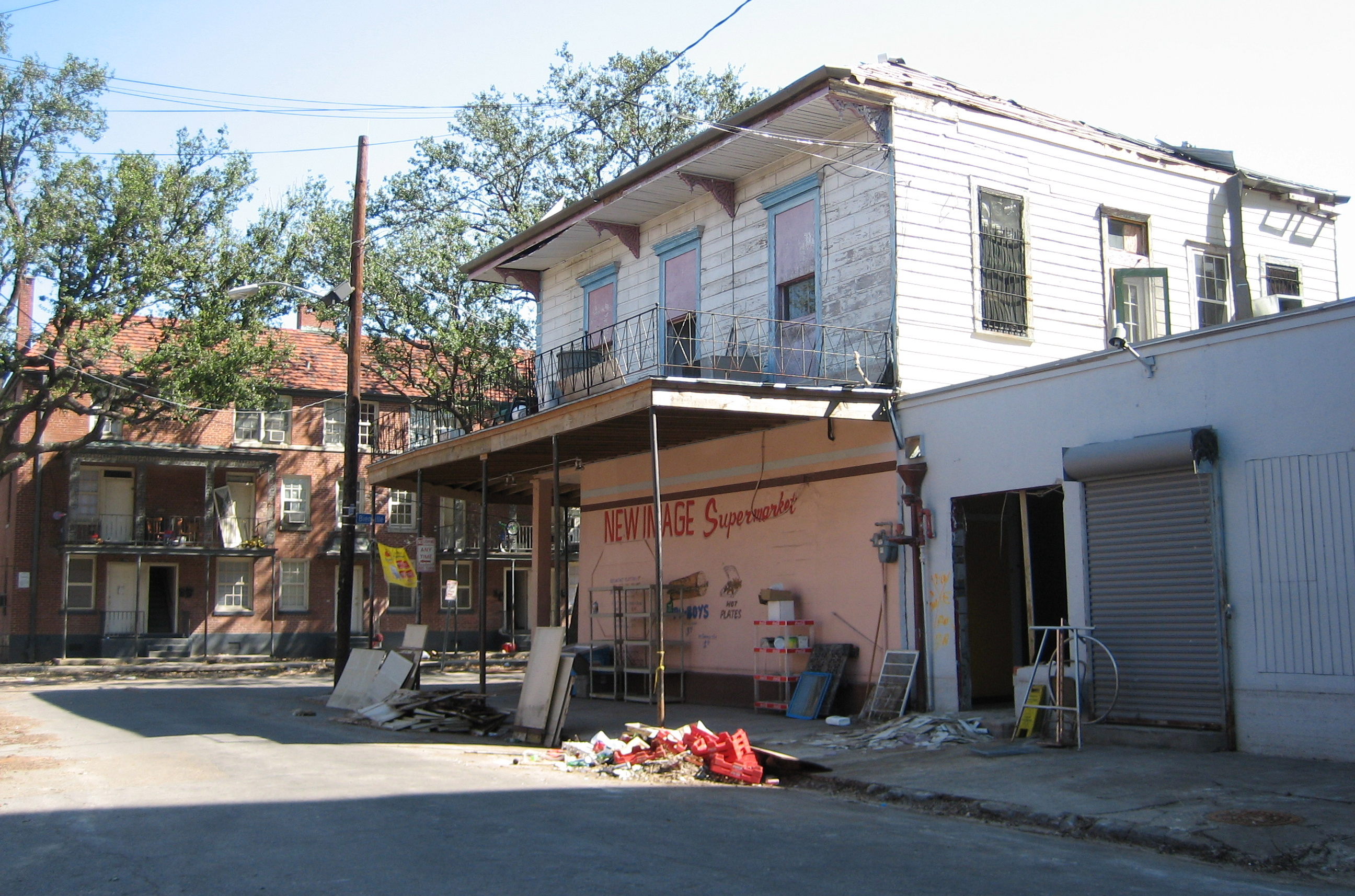
스토리빌의 생존해있는 얼마 안 되는 건물들 가운데 하나. (2005년 사진)

스토리빌(Storyville)은 1897년부터 1917년까지의 뉴올리언스의 홍등가였다.
재즈의 발생지인 뉴올리언스는 항구도시로 밤의 여인들이 시내 곳곳에 있었으나 1897년 부시장 시드니 스토리가 제안해 도시의 중심부에 창녀들을 모아 유곽(遊廓)을 만들었다. 제안자의 이름을 따서 스토리빌이라 명명되어 1917년 제1차대전 참전 직후 폐쇄될 때까지 호화스런 밤거리로 알려졌다. 이 유곽 부근의 홀, 카바레에서 재즈는 점점 그 형태를 갖추었다.

## 같이 보기
- 요시와라